# Obietnica (singel)
"Obietnica" − trzeci singel promujący drugi album wokalistki Ramony Rey pt. Ramona Rey 2. Producentem i autorem muzyki jest Tel Arana. Tekst utworu napisała Ramona Rey.
22 maja 2009 artystka zaprezentowała utwór w programie Hit Generator.
W sierpniu 2009 utwór zakwalifikował się do pierwszej dziesiątki (spośród 695 zgłoszonych piosenek) Vena Festival 2009. We wrześniu 2009 wysunął się na prowadzenie, ostatecznie zdobywając nagrodę publiczności.

## Notowania
| Lista                  | Pozycja |
| ---------------------- | ------- |
| Polska Airplay Top 100 | 61      |

## Polish Airplay Chart 100
| Polish Airplay Chart 100 |     |    |    |    |    |    |    |    |    |    |    |    |
| Tydzień                  | 01  | 02 | 03 | 04 | 05 | 06 | 07 | 08 | 09 | 10 | 11 | 12 |
| Pozycja                  | 100 | 75 | 95 | 86 | −  | −  | 74 | 63 | −  | 61 | 77 | −  |